# ドリームクリエイション
株式会社ドリームクリエイション（英: Dream Creation inc.）は、アニメーションを主とした映像作品の企画・製作および販売を主な事業内容とする日本の企業。

## 概要
2013年頃までは竹書房製作のアニメの制作プロダクションを担当することが多かったが、2014年からは、一迅社原作の作品を中心に、自社が企画・製作を行う作品が増えている。
関連会社として、声優プロダクションのディーエスイーがある。

## 担当作品
★印は企画・製作

### アニメ作品
- 森田さんは無口シリーズ
  - 森田さんは無口（OVA）
  - 森田さんは無口。
  - 森田さんは無口。2
- リコーダーとランドセルシリーズ
  - リコーダーとランドセル ド♪
  - リコーダーとランドセル レ♪
- ポヨポヨ観察日記
- しばいぬ子さん
- ちとせげっちゅ!!
- ちょぼらうにょぽみ劇場シリーズ
  - ちょぼらうにょぽみ劇場 あいまいみー
  - ★ちょぼらうにょぽみ劇場第二幕 あいまいみー -妄想カタストロフ-
  - ★ちょぼらうにょぽみ劇場-新章- 不思議なソメラちゃん
  - ★ちょぼらうにょぽみ劇場第三幕 あいまいみー 〜surginal friends〜
- スパロウズホテル
- ★ストレンジ・プラス
  - ★真ストレンジ・プラス
- ★犬神さんと猫山さん
- ★旦那が何を言っているかわからない件
  - ★旦那が何を言っているかわからない件 2スレ目
- 毎度!浦安鉄筋家族（BD/DVDの発売のみ）
- ★みりたり!
- 雨色ココア（BD/DVDの発売のみ）
- ★おくさまが生徒会長!
  - ★おくさまが生徒会長!+!
- ★だんちがい
- ★おじさんとマシュマロ
- ★腐男子高校生活
- ★バーナード嬢曰く。
- ★無責任ギャラクシー☆タイラー

### 実写作品
- モモのお宅の王子さま